# 卡尔·埃哈特
卡尔·埃哈特（英語：Carl Erhardt，1897年2月15日—1988年5月3日），英国男子冰球运动员，场上位置是后卫。他曾代表英国国家队参加1936年冬季奥林匹克运动会冰球比赛，获得一枚金牌。